# Agrárszocializmus
Az agrárszocializmus egy a 19. századi Oroszországból kiinduló forradalmi mozgalom volt, mely elsősorban a megművelhető földek tulajdonjogának felülbírálását, a parasztság körében a teljes földosztást tartotta legfontosabb céljának. A mozgalom követői szerint ez a szocializmus legkívánatosabb formája, legfontosabb forradalmi rétegnek a parasztságot tekintették. Az erkölcsi alapokat a népi elképzelésekben és a hagyományos népi életmódban látták, ugyanakkor a fejlődésnek és az iparosodásnak is teret akartak adni.
Alekszandr Uljanov, Lenin bátyja is ezen mozgalom híve volt, és az agrárszocialista terror nevében merényletkísérletet tervelt ki csoportjával III. Sándor orosz cár ellen. A kísérlet azonban kudarcot vallott, és a mozgalom több tagjával együtt Alekszandrt is kivégezték. Valószínűleg ez volt Lenin radikalizálódásának egyik fő oka.
Magyarországon az 1870-es években kezdődtek el az agrárszocialista megmozdulások. A célok és módszerek itt is hasonlóak voltak, több később létrejött párt is ezen eszméket hirdetve folytatta politikai tevékenységét.